# 康达康达
康达康达，又译为库达库达、军陀军陀等，古印度耆那教哲学家、僧侣，生活于公元2世纪或之后，是耆那教天衣派的重要人物。
康达康达的本名为Padmanandin，“康达康达”一名则是源于其出生地康达康达村（位于今印度安得拉邦阿嫩达布尔县）。他的其他名称还包括Elacarya、Vakragriva、Grdhrapiccha与Mahamati。
康达康达一生著作颇丰，且皆以普拉克里特诸语言（土语）写就。他的重要作品包括《教理精要》（Samayasara）、《劝戒精要》（Niyamasara）、《五原理精要》（Pancastikayasara）、《教義精要》（Pravachanasara）等天衣派经典。

### 引用
1. ↑  Natubhai Shah 2004，第28頁.
2. ↑  Jayandra Soni 2003，第25–26頁.
3. 1 2  Natubhai Shah 2004，第48頁.
4. ↑  . Shrimad Rajchandra Adyatmik Sadhana Kendra, Koba.   [2020-06-28]. （原始内容存档于2022-03-24）.
5. 1 2  Jayandra Soni 2003，第26頁.
6. 1 2  Upinder Singh 2008，第524頁.